# Protambulyx andicus
Protambulyx andicus är en fjärilsart som beskrevs av Gehlen. 1928. Protambulyx andicus ingår i släktet Protambulyx och familjen svärmare. Inga underarter finns listade i Catalogue of Life.